# Jakmesi
Jakmesi, o anche Yakmesi, (in accadico, 𒅀𒀝𒈨𒋛, Ia-ak-me-si; fl. XXII secolo a.C.) è stato un sovrano dell'Assiria.